# Chapman Rocks
Die Chapman Rocks sind eine Gruppe von Rifffelsen im Archipel der Südlichen Shetlandinseln. Sie liegen 5,5 km südwestlich von Desolation Island in der Hero Bay der Livingston-Insel.
Das UK Antarctic Place-Names Committee benannte sie 1962 nach Thomas Chapman, einem Kürschner aus Bermondsey, der 1795 ein Verfahren zur Verwendung von Robbenfell für Hutmacher entwickelt hatte.